# Будай II
 Будай II (кум. Будай Бий-Бамматны уланы) (1668 - 1700) — кумыкский  правитель, шамхал Тарковский.
Проводил независимую от соседних держав политику и стремился к централизации власти в Шамхальстве. Совершал походы против Терского города и помогал Османской империи и Крымскому ханству в Крымских и Азовских походах. В исторической литературе оценивается как выдающийся правитель, характеризующийся умелой политикой и значимыми личными качествами.

## Биография
Сын Бий-Баммата основателя Бамматулинского бийлика (удельного княжества), внук Сурхая II.. 

### Дошамхальский период
В период правления Сурхая III был активным участником различных войн. В 1653 году атаковал грузинское посольство, двигавшееся в Россию. Придерживался проиранской политической ориентации в период кумыкско-кызылбашских походов на Сунженский острог.

### Приход к власти
С 1659 года становится правителем Бойнака, то есть наследником шамхальского престола. После смерти Сурхая III в Кумыкии начинается борьба за престол. Сын Сурхая Гирей начал борьбу против Будая. В эти годы шамхалами упоминаются еще Чебан (в 1668) и Махмуд (1672). В конечном итоге, Будаю удается победить в междоусобной войне и стать тарковским шамхалом. 

### Междоусобная война
Будай был сторонником независимости своих земель от какой-либо державы. Поэтому ему пришлось бороться против Сефевидов и Русского царства. 
Шамхал Будай, как доносили в Москве шахские послы: 

ни к которому государю не склонен, живет особою своею и многое разоренье чинит... царскому... и шахову величеству» 
Шах Сулейман II, желая воспользоваться междоусобицей между Гиреем и Будаем, захотел поставить крепость на реке Койсу, а также поддержать Гирея в борьбе против Будая. Русское царство возражало против постройки иранской крепости в Кумыкии, однако победителем в этой ситуации стал Будай, который нашел союзников в виде Османской империи и Крымского ханства. 

### Внешняя политика
Во внешней политике был сторонником независимости своих земель от любой державы, попеременно вступая в формальные отношения с османами, русскими и сефевидами. 

#### Поход на Терский город
Будай Тарковский с Чопалавом Эндиреевским и ногайским Каракасай мурзой совершил неудачный поход на Терский город, («приходил... тарковский шевкал з горскими многими кумыки и уездных людей побили»). Поход был связан с действиями русских войск против Крымского ханства. 
Причинами похода является невыполнение Россией требований шамхала о возвращении имущества (либо его стоимости), разграбленного разинцами, а также влияние Османской империи и Крыма. 
В 1682 г. Будай-шамхал с зятем своим Чапаловым выступает к Сунже с войском с целью задержать имеретинского царя Арчила, следовавшего в Москву, но он с помощью русских войск успевает проехать до г. Терки.

#### Крымские и Азовские походы
Шамхал Будай поддерживал Османскую империю и Крымское ханство во время Русско-турецкой войны. 
В 1689 г. во время второго похода В. Голицына на Крымское ханство, один из царевичей дома Гиреев привел на помощь Селим-Гирею с Северного Кавказа около 50 тыс. кумыков, черкесов, ногайцев. 
Будай принимал и поддерживал казаков-раскольников, бежавших с Дона на Северный Кавказ. В 1692 против казаков был отправлен военный и передать подарки шамхалу, чтобы побудить его прекратить поддерживать казаков. 
В 1697 г. астраханские воеводы обратились к Аюке с тем, чтобы он отправился под Азов против турок и крымцев 3000 воинов, а к Терскому городу "... для опасения от приходу вора и изменника тарковского Будай шевкала. Отряд тарковских кумыков сражался под Азовом в союзе с крымцами против Петра I.

## Оценка правления
Историк Абдусаламов М-П.Б. пишет:

Факты свидетельствует о том, что Будай-шамхал, исходя из своих собственных интересов, пытался вести равноудаленную от Ирана и России прагматичную политику, что не могло не привести его к сближению с самым естественным союзником Кумыкии Крымским ханством.